# Cornelis van Lennep (1823-1874)

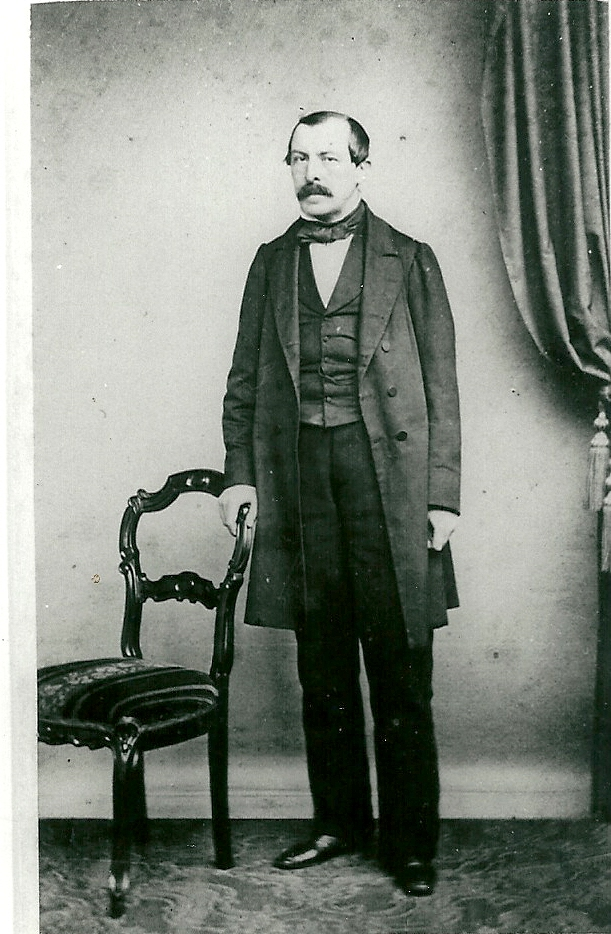
Cornelis van Lennep

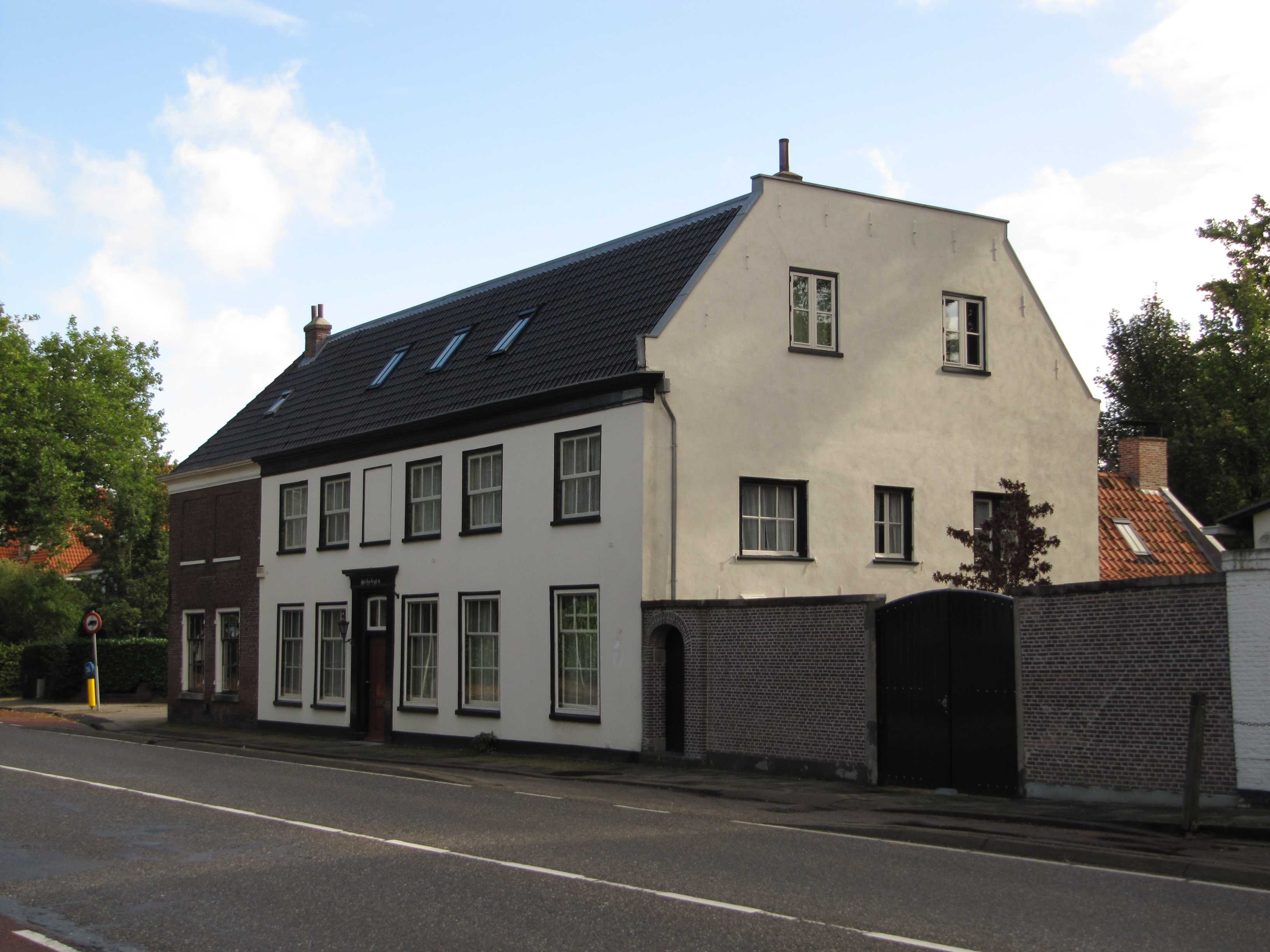
Huis Welgelegen in Heemstede

Cornelis van Lennep (Amsterdam, 26 november 1823 − Zandvoort, 2 juli 1874) was een Nederlands burgemeester.

## Biografie
Van Lennep was een lid van het patriciaats- en deels adellijke geslacht Van Lennep en een zoon van prof. mr. David Jacob van Lennep (1774-1853) en diens tweede echtgenote jkvr. Anna Catharina van de Poll (1791-1860). Hij trouwde in 1854 met Sophia WiIhelmina Petronella Teding van Berkhout (1829-1901), lid van de familie Teding van Berkhout en dochter van Hester van Wickevoort Crommelin (1802-1871), zus van twee burgemeesters van Berkenrode en dochter van de heer van Berkenrode; na hun huwelijk betrokken zij huis Welgelegen dat tot circa 1970 in bezit bleef van hun nakomelingen.
Van Lennep was vanaf 1851 inspecteur, vanaf 1854 hoofdinspecteur bij de N.V. Duinwater Mij. maar werd in 1856 benoemd tot burgemeester van Berkenrode; hij zou de laatste burgemeester van die gemeente zijn die toen opging in de gemeente Heemstede. Hij combineerde het burgemeesterschap van Berkenrode overigens al met dat van Heemstede en Bennebroek. Hij vroeg in 1873 ontslag wegens ziekte. In 1891 werd zijn zoon jhr. mr. David Eliza van Lennep ook burgemeester van Heemstede.
- Nederlandse Thesaurus van Auteursnamen: 378083481
- Virtual International Authority File: 311818546